# Tatabányai Vízmű Sportegyesület (férfi)
A Tatabányai VSE, egy magyar vízilabdaklub, melynek székhelye Tatabányán található. Jelenleg az E.ON férfi OB I-ben, a magyar első osztályban szerepel.
Hazai mérkőzéseit a Tatabányai Sportuszodában játssza.

## Klubtörténet
TSC 1910-es megalakulása után néhány évnek kellett csak eltelnie, hogy a vízilabda megjelenjen a sportágak palettáján. Lelkes fiatalok kezdték meg edzéseiket a tatabányai Cseri Strand uszodájában , ahol a nyári hónapokban kitűnő lehetőség volt minden vizes sportágra.
A 30-as 10-es években már országosan jegyzett eredményeket ért el a TVSE. Első sikereiket a hazai ifjúsági és felnőtt bajnokságban érték el. Az 50-es 60-as években többször is az I. osztályban szerepelt a csapat, azonban tartósan bent maradniuk nem sikerült.
Az 1956-os melbourne-i olimpiai siker után az akkori TBSC és a Tatabányai Szénbányák Vállalat összefogásával nagy vízilabda “terveket szőttek” a sportágat szeretők. A helyi tehetségekkel és az úgymond “kiöregedő” volt válogatott játékosokkal megerősítették a felnőtt csapatot (Kásás Zoltán, Dr. Kemény Dénes, Dr. Görgényi István). Ennek eredményeként a következő évben már megnyerte a csapat a II. osztályú bajnokságot. Ettől kezdve 14 éven keresztül az OB. I. egyik meghatározó csapatává vált a tatabányai gárda.
Ezzel egy időben az utánpótlás-nevelésre is nagy hangsúlyt fektettek. Az ország egyik legjobb utánpótlás-edzőjét nyerték meg az ügynek, Baranyai Géza személyében. A tudatos és szakszerű munka eredményeként a 80-as évek derekán egyre több tatabányai játékos került be az akkori felnőtt csapatba és a korosztályos válogatottba.
Ifjúsági Európa Bajnokságot nyert Podhánszky Zoltán és Luncsek Péter továbbá különböző korosztályos válogatottban világversenyeken is lehetőséget kapott Csányi Róbert, Gebauer Lajos és Dubinyák Péter, aki szintén Európa-bajnok csapatnak volt tagja. A felnőtt válogatottba többször is meghívást kapott a saját nevelésű Persely József és Vojvoda István . Hauszler Károly pedig olimpiai bronzérmet szerzett. A későbbi korosztályból pedig Dala Tamás, Tóth László, Zantleitner Tamás már a világhírnevet is szerzett a városnak.
A tatabányai vízilabda öt éve új alapokra lett helyezve, amelynek eredményeképpen az utánpótlás bajnokság felsőházban szerepeltek fiataljaink, a felnőttek pedig a legmagasabb osztályt célozták meg, mind női és férfi szakágban .

## Keret
2018–19-es szezon
| №  | Nemzetiség | Játékos           | Születési idő               | Poszt | L/R |
| 1  | HUN        | Barabás Botond    | 1991. július 8. (33 éves)   | Kapus |     |
| 2  | HUN        | Kolozsi Marcell   | 1995. április 25. (29 éves) |       |     |
| 3  | HUN        | Korbán Richárd    | 1998. július 18. (26 éves)  |       |     |
| 4  | HUN        | Keresztúri Márton | 1995. április 19. (29 éves) |       |     |
| 5  | HUN        | Fazekas Tibor     | 1992. július 22. (32 éves)  |       |     |
| 6  | HUN        | Kuncz Tamás       | 1986. május 4. (38 éves)    |       |     |
| 7  | HUN        | Márkus Martin     | 1994. február 1. (31 éves)  |       |     |
| 8  | HUN        | Hoppál Gergely    | 1988. július 23. (36 éves)  |       |     |
| 9  | HUN        | Németh Miklós     | 1999. június 3. (25 éves)   |       |     |
| 10 | HUN        | Kalanovics Balázs | 1995. június 1. (29 éves)   |       |     |
| 11 | SVK        | Martin Kolarik    | 1986. március 18. (38 éves) |       |     |
| 12 | HUN        | Szentesi Ádám     | 1991. december 2. (33 éves) |       |     |
| 13 | HUN        | Máthé Balázs      | 1986. március 27. (38 éves) |       |     |
| 14 | HUN        | Jászberényi Gábor | 1982. január 27. (43 éves)  | Kapus |     |

| Szakmai stáb | Szakmai stáb      |
| ------------ | ----------------- |
| Vezetőedző   | Zantleitner Tamás |
| Másodedző    | Podhánszky Zoltán |

### Átigazolások(2018-19)
| Érkezők: - Keresztúri Márton (UVSE-től) - Barabás Botond (A-HÍD OSC Újbuda-től) - Korbán Richárd (Szegedi FVCS-től) | Távozók: - Kistamás Zsolt (Vasas SC II-höz) - Moravcsik Martin (ASI DSE-hez) - Szabó Botond (??) - Francsics Dániel (Kanizsa Vízilabda SE-hez) - Katonás Gergely (??) - Mészáros Erik (??) |